# Cookin' with the Miles Davis Quintet
Cookin' with the Miles Davis Quintet — студійний альбом американського джазового трубача Майлза Девіса, випущений у 1957 році лейблом Prestige Records.

## Опис
Cookin' став першим з чотирьох альбомів (Cookin', Relaxin', Workin', and Steamin'), записаних квінтетом Майлза Девіса під час сесії 26 жовтня 1956 року; гурт складався з Майлза Девіса (труба), Джона Колтрейна (тенор-саксофон), Реда Гарленда (фортепіано), Пола Чемберса (контрабас) і Філлі Джо Джонса (ударні).

## Список композицій
1. «My Funny Valentine» (Джонні Мерсер) — 5:59
2. «Blues by Five» (Майлз Девіс) — 9:59
3. «Airegin» (Сонні Роллінс) — 4:24
4. «Tune Up/When the Lights Are Low» (Майлз Девіс/Бенні Картер) — 13:08

## Учасники запису
- Майлз Девіс — труба
- Джон Колтрейн — тенор-саксофон
- Ред Гарленд — фортепіано
- Пол Чемберс — контрабас
- Філлі Джо Джонс — ударні

Технічний персонал
- Боб Вейнсток — продюсер
- Руді Ван Гелдер — інженер
- Філ Гейс — дизайн обкладинки
- Айра Гітлер — текст